# Кларкова газела
Кларкова газела (лат. Ammodorcas clarkei) је сисар из реда папкара (Artiodactyla) и породице шупљорожаца (Bovidae). Једина је врста у роду Ammodorcas.

## Распрострањење
Врста има станиште у Сомалији и Етиопији.

## Станиште
Станишта врсте су саване, травна вегетација и екосистеми ниских трава и шумски екосистеми.

## Угроженост
Ова врста се сматра рањивом у погледу угрожености врсте од изумирања.